# Piotr Sobieski
Piotr Sobieski (ur. ok. 1460, zm. po 1508) – polski szlachcic, właściciel Lęda.

## Życiorys
Piotr Sobieski był najmłodszym dzieckiem protoplasty rodu Mikołaja Sobieskiego i jego bliżej nieznanej żony Jadwigi. Po śmierci ojca odziedziczył po nim wieś Lędo. Wkrótce potem poślubił nieznaną z imienia dziedziczkę wsi Bychawka. Mieli dwóch synów: Piotra i Pawła. Piotr Sobieski zmarł po 1508 r.